# Aeroportul Armstrong
Aeroportul Armstrong (IATA: YYW, ICAO: CYYW) este un aeroport din Ontario, Canada. Aeroportul a fost tranzitat în 2020 de 0 pasageri.
Situat la o altitudine de 323 m, aeroportul dispune de o singură pistă. Este operat de Government of Ontario⁠(d).